# Human Rights Now!
Human Rights Now! è stato un tour mondiale organizzato da molti artisti al fine di celebrare, nel 1988, il quarantesimo anniversario della costituzione della Dichiarazione universale dei diritti umani e raccogliere fondi per l'organizzazione Amnesty International.

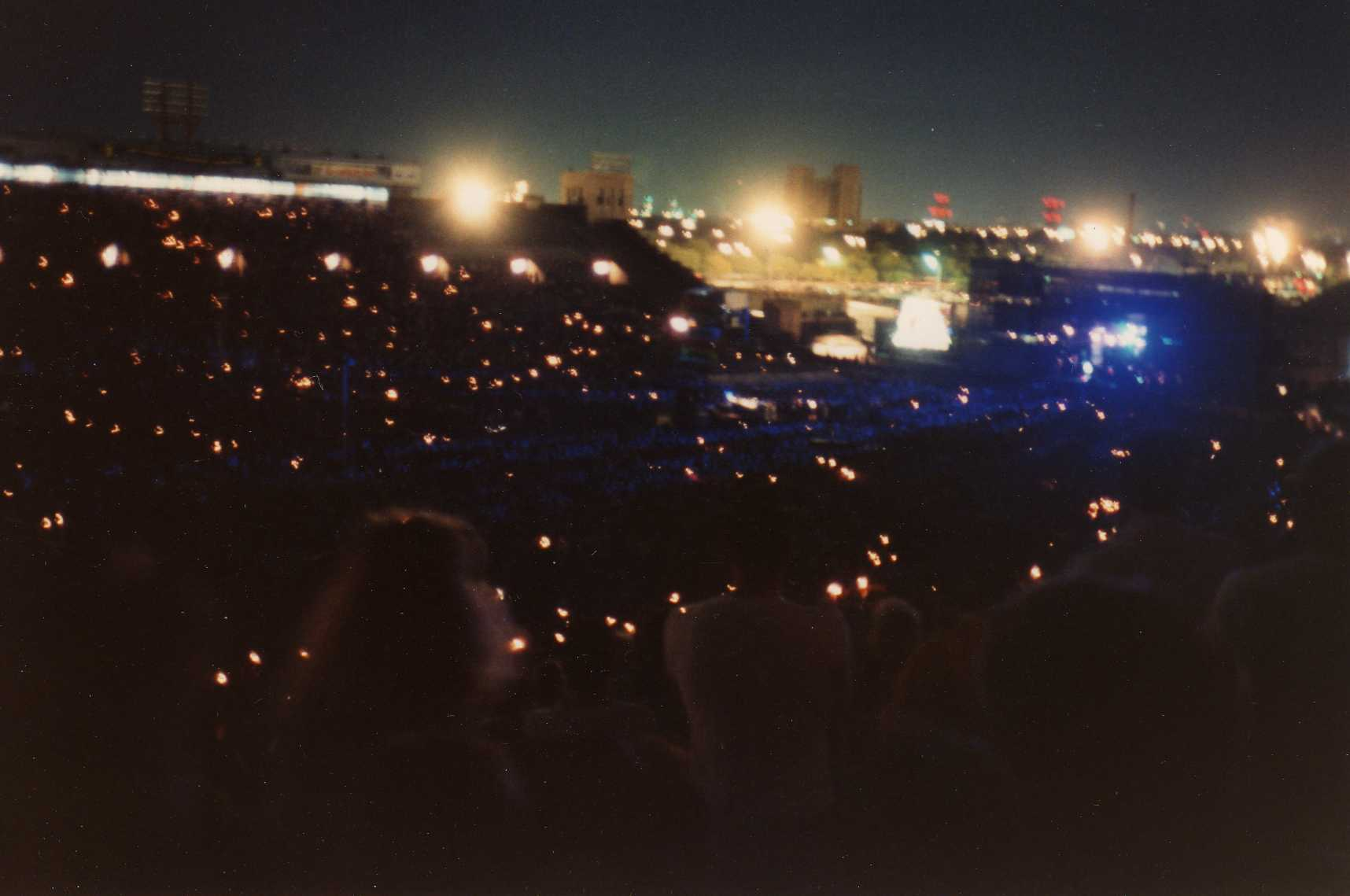
Gli accendini sono stati accesi per canzoni come "Biko" di Peter Gabriel che amplificarono i temi del tour.

Il tour, durò sei settimane, e vennero organizzati 20 concerti in tutto il mondo, coinvolgendo artisti come Bruce Springsteen e la E Street Band, Sting, Peter Gabriel, Tracy Chapman e Youssou N'Dour, oltre a musicisti locali per ciascun paese in cui faceva tappa il tour: fra questi Joan Baez, Roy Orbison, George Dalaras, Claudio Baglioni che fu, peraltro, contestato da una piccola parte del pubblico di Torino, che lo considerava fuori posto accanto agli artisti internazionali presenti, in contrapposizione agli spalti gremiti di fan dell'artista, sembra che questo evento sia stato decisivo nella carriera di Baglioni per realizzare il suo miglior disco Oltre, uscito nel 1990.

## Concerti
| Numero       | Data              | Città        | Nazione        | Sede                                        | Artisti ospiti                          |
| Europa       | Europa            | Europa       | Europa         | Europa                                      | Europa                                  |
| ------------ | ----------------- | ------------ | -------------- | ------------------------------------------- | --------------------------------------- |
| 1            | 2 settembre 1988  | Londra       | Inghilterra    | Wembley Stadium                             |                                         |
| 2            | 4 settembre 1988  | Parigi       | Francia        | Palais Omnisports de Paris-Bercy            | Michel Jonasz                           |
| 3            | 5 settembre 1988  | Parigi       | Francia        | Palais Omnisports de Paris-Bercy            | Michel Jonasz                           |
| 4            | 6 settembre 1988  | Budapest     | Ungheria       | Stadio Ferenc Puskás                        | Hobo Blues Band, János Bródy            |
| 5            | 8 settembre 1988  | Torino       | Italia         | Stadio Comunale                             | Claudio Baglioni                        |
| 6            | 10 settembre 1988 | Barcellona   | Spagna         | Camp Nou                                    | El Último de la Fila                    |
| Nord America |                   |              |                |                                             |                                         |
| 7            | 13 settembre 1988 | San José     | Costa Rica     | Estadio Nacional de Costa Rica              | Guadalupe Urbina                        |
| 8            | 15 settembre 1988 | Toronto      | Canada         | Maple Leaf Gardens                          | k.d. lang                               |
| 9            | 17 settembre 1988 | Montréal     | Canada         | Stadio Olimpico                             | k.d. lang, Michel Rivard, Daniel Lavoie |
| 10           | 19 settembre 1988 | Filadelfia   | Stati Uniti    | JFK Stadium                                 | Joan Baez                               |
| 11           | 21 settembre 1988 | Los Angeles  | Stati Uniti    | Los Angeles Memorial Coliseum               | Joan Baez, Bono e The Edge              |
| 12           | 23 settembre 1988 | Oakland      | Stati Uniti    | Oakland Coliseum                            | Joan Baez, Roy Orbison                  |
| Asia         |                   |              |                |                                             |                                         |
| 13           | 27 settembre 1988 | Tokyo        | Giappone       | Tokyo Dome                                  | Kodō                                    |
| 14           | 30 settembre 1988 | Nuova Delhi  | India          | Jawaharlal Nehru Stadium                    | L. Shankar, Zakir Hussain               |
| Europa       |                   |              |                |                                             |                                         |
| 15           | 3 ottobre 1988    | Atene        | Grecia         | Stadio Olimpico                             | George Dalaras                          |
| Africa       |                   |              |                |                                             |                                         |
| 16           | 7 ottobre 1988    | Harare       | Zimbabwe       | National Sports Stadium                     | Oliver Mtukudzi, Ilanga, Cde Chinx      |
| 17           | 9 ottobre 1988    | Abidjan      | Costa d'Avorio | Stade Houphouët-Boigny                      | Ismaël Isaac Johnny Clegg               |
| Sud America  |                   |              |                |                                             |                                         |
| 18           | 12 ottobre 1988   | San Paolo    | Brasile        | Parque Antártica                            | Milton Nascimento con Pat Metheny       |
| 19           | 14 ottobre 1988   | Mendoza      | Argentina      | Stadio Malvinas Argentinas                  | Los Prisioneros, Markama, Inti-Illimani |
| 20           | 15 ottobre 1988   | Buenos Aires | Argentina      | Stadio monumentale Antonio Vespucio Liberti | León Gieco, Charly García               |